# Нарзибеков, Махмудбек
Махмудбек Нарзибеков (7 ноября 1919, Ворух, Туркестанская АССР — 1998) — советский хозяйственный, государственный и политический деятель.

## Биография
Родился в 1919 году в селе Ворух Исфаринского района Таджикской ССР. Член КПСС с 1945 года.
Участник Великой Отечественной войны.
С 1944 года — на хозяйственной, общественной и политической работе. В 1944—1983 гг. — секретарь исполкома Душанбинского городского Совета депутатов трудящихся, слушатель специальных курсов при Народном Комиссариате иностранных дел СССР в городе Москве, заместитель заведующего секретно-шифровальным отделом Народного Комиссариата иностранных дел Таджикской ССР, заместитель заведующего протокольно-консульским отделом, заведующий секретно-шифровальным отделом Министерства иностранных дел Таджикской ССР, инструктор отдела кадров, заведующий сектором комсомольских органов отдела партийных, профсоюзных и комсомольских органов ЦК КП(б) Таджикистана, первый секретарь Кировабадского райкома КП (б) Таджикистана, 1-й секретарь ЦК ЛКСМ Таджикистана, заместитель заведующего отделом науки и культуры ЦК КП Таджикистана, первый секретарь Чубекского/Московского райкома КП Таджикистана, председатель исполкома Душанбинского городского Совета трудящихся, председатель Государственного комитета Совета Министров Таджикской ССР по использованию трудовых ресурсов, председатель Госкомитета Таджикской ССР по труду.
Избирался депутатом Верховного Совета Таджикской ССР 3-го, 5-10-го созывов.
Скончался в 1998 году.